# Teneur en iode des aliments
L'iode est un oligo-élément à risque de carence démontré. Les besoins humains sont de 100 à 200 µg par jour (1 µg (microgramme) = 0,000 001 g, soit 1 millionième de gramme). Les apports en iode sont à bannir en cas d'allergies ou de certains traitements.

## L'iode dans les aliments
| Aliment                                                                                               | Teneur moyenne en iode en µg/100 g |
| --- | ---------------------------------- |
| Gracilaire ou ogonori (Gracilaria verrucosa), séchée ou déshydratée                                   | 494 000                            |
| Kombu breton (Laminaria digitata), séchée ou déshydratée                                              | 486 000                            |
| Kombu royal (Saccharina latissima), séchée ou déshydratée                                             | 341 000                            |
| Kombu ou kombu japonais (Laminaria japonica), séchée ou déshydratée                                   | 236 000                            |
| Ascophylle noueux ou goémon noir (Ascophyllum nodosum), séché ou déshydraté                           | 68 200                             |
| Fucus vésiculeux (Fucus serratus ou Fucus vesiculosus), séché ou déshydraté                           | 40 000                             |
| Agar (algue), séché                                                                                   | 36 000                             |
| Lichen de mer ou pioca ou goémon rouge (Chondrus crispus), séché ou déshydraté                        | 34 600                             |
| Wakamé atlantique (Alaria esculenta), séchée ou déshydratée                                           | 34 600                             |
| Dulse (Palmaria palmata), séchée ou déshydratée                                                       | 32 500                             |
| Wakamé (Undaria pinnatifida), séchée ou déshydratée                                                   | 19 100                             |
| Haricot de mer (Himanthalia elongata), séchée ou déshydratée                                          | 14 400                             |
| Ao-nori (Enteromorpha sp.), séchée ou déshydratée                                                     | 9 390                              |
| Laitue de mer (Ulva sp.), séchée ou déshydratée                                                       | 9 190                              |
| Nori (Porphyra sp.), séchée ou déshydratée                                                            | 5 100                              |
| Sel iodé (France)                                                                                     | 1 860                              |
| Bigorneau, cuit                                                                                       | 570                                |
| Foie de morue                                                                                         | 500                                |
| Huile de foie de morue                                                                                | 400                                |
| Langoustine, bouillie/cuite à l'eau                                                                   | 394                                |
| Œufs de saumon, semi-conserve                                                                         | 330                                |
| Meloukhia, feuilles de corète séchées, en poudre                                                      | 321                                |
| Terrine de fruits de mer, avec ou sans poisson, préemballée                                           | 310                                |
| Crevette grise, cuite                                                                                 | 260                                |
| Églefin, cuit à la vapeur                                                                             | 260                                |
| Haddock (fumé) ou églefin fumé                                                                        | 255                                |
| Homard, cru                                                                                           | 240                                |
| Morue, salée, sèche                                                                                   | 230                                |
| Œufs de cabillaud, fumés, semi-conserve                                                               | 230                                |
| Tacaud, cru                                                                                           | 214                                |
| Merlan, frit                                                                                          | 213                                |
| Sel marin gris, non iodé                                                                              | < 200                              |
| Moule, appertisée, égouttée                                                                           | 197                                |
| Chips de crevette                                                                                     | 194                                |
| Jaune d'œuf cuit                                                                                      | 192                                |
| Carrelet ou plie, cru                                                                                 | 191                                |
| Mulet, rôti/cuit au four                                                                              | 190                                |
| Jaune d'œuf cru                                                                                       | 175                                |
| Lieu jaune ou colin, cuit                                                                             | 150                                |
| Thon, rôti/cuit au four                                                                               | 150                                |
| Lieu noir, cru                                                                                        | 143                                |
| Langoustine, crue                                                                                     | 141                                |
| Moule commune, crue                                                                                   | 138                                |
| Cabillaud, rôti/cuit au four                                                                          | 130                                |
| Églefin, cru                                                                                          | 126                                |
| Fromage de brebis des Pyrénées                                                                        | 124                                |
| Cabillaud, cuit, sans précision (aliment moyen)                                                       | 122                                |
| Crevette, crue                                                                                        | 120                                |
| Homard, bouilli/cuit à l'eau                                                                          | 120                                |
| Caviar, semi-conserve                                                                                 | 117                                |
| Bulot ou Buccin, cuit                                                                                 | 114                                |
| Cabillaud, cuit à la vapeur                                                                           | 110                                |
| Poisson pané, surgelé, cru                                                                            | 110                                |
| Maquereau, frit                                                                                       | 107                                |
| Moule, bouillie/cuite à l'eau                                                                         | 106                                |
| Foie de morue, appertisé, égoutté                                                                     | 105                                |
| Cabillaud, cru                                                                                        | 101                                |
| Huître creuse, crue                                                                                   | 101                                |
| Huître, sans précision, crue                                                                          | 101                                |
| Crabe ou Tourteau, bouilli/cuit à l'eau                                                               | 100                                |
| Moules farcies (matière grasse, persillade…), préemballées, crues                                     | 100                                |
| Merlan, cru                                                                                           | 94,9                               |
| Limande-sole, crue                                                                                    | 94                                 |
| Poisson blanc à la bordelaise, préemballé                                                             | 92                                 |
| Parmesan                                                                                              | 90                                 |
| Sole, crue                                                                                            | 88,2                               |
| Maquereau, cru                                                                                        | 87,2                               |
| Muesli enrichi en vitamines et minéraux (aliment moyen)                                               | 82,7                               |
| Sardine, à l'huile, appertisée, égouttée                                                              | 80,1                               |
| Araignée de mer, cuite                                                                                | 80                                 |
| Clam, Praire ou Palourde, bouilli/cuit à l'eau                                                        | 80                                 |
| Clam, Praire ou Palourde, cru                                                                         | 80                                 |
| Feta AOP                                                                                              | 80                                 |
| Lieu jaune ou colin, cru                                                                              | 80                                 |
| Poisson en sauce, surgelé                                                                             | 79,5                               |
| Muesli (aliment moyen)                                                                                | 78,8                               |
| Lieu ou colin d'Alaska, cru                                                                           | 78,2                               |
| Lait en poudre, demi-écrémé                                                                           | 77,5                               |
| Merlan, cuit à la vapeur                                                                              | 75                                 |
| Morue, salée, bouillie/cuite à l'eau                                                                  | 74                                 |
| Lieu noir, surgelé, cru                                                                               | 73                                 |
| Poisson blanc à la provençale ou niçoise (sauce tomate), préemballé                                   | 71                                 |
| Brie de Melun                                                                                         | 70                                 |
| Fromage de chèvre sec                                                                                 | 70                                 |
| Gorgonzola                                                                                            | 70                                 |
| Œufs de truite, semi-conserve                                                                         | 70                                 |
| Soupe de poissons et / ou crustacés, préemballée à réchauffer                                         | 70                                 |
| Soupe miso, déshydratée reconstituée                                                                  | 70                                 |
| Yaourt au lait de brebis, aromatisé, sucré                                                            | 70                                 |
| Fromage de chèvre demi-sec                                                                            | 69,5                               |
| Fruits de mer (aliment moyen)                                                                         | 68,3                               |
| Poisson blanc, de mer, cuit (aliment moyen)                                                           | 68,3                               |
| Écrevisse, crue                                                                                       | 68                                 |
| Éperlan, cru                                                                                          | 67                                 |
| Boisson lactée aromatisée à la fraise, sucrée, au lait partiellement écrémé, enrichie à la vitamine D | 66                                 |
| Brochette de poisson                                                                                  | 65,5                               |
| Langouste, bouillie/cuite à l'eau                                                                     | 65                                 |
| Langouste, crue                                                                                       | 65                                 |
| Pilchard, sauce tomate, appertisé, égoutté                                                            | 64                                 |
| Maquereau, filet sauce tomate, appertisé, égoutté                                                     | 63,8                               |
| Poisson blanc, cuit (aliment moyen)                                                                   | 63,5                               |
| Poisson, cuit (aliment moyen)                                                                         | 61,5                               |
| Bar ou loup de l'Atlantique, cru                                                                      | 60                                 |
| Bar rayé ou bar d'Amérique, cru                                                                       | 60                                 |
| Bogue, crue                                                                                           | 60                                 |
| Crabe, cru                                                                                            | 60                                 |
| Crabe, miettes et ou pattes décortiquées, appertisé, égoutté                                          | 60                                 |
| Gnocchi à la pomme de terre, cuit                                                                     | 60                                 |
| Loup tacheté, cru                                                                                     | 60                                 |
| Œufs de lompe, semi-conserve                                                                          | 60                                 |
| Poulet, croquette panée ou nuggets                                                                    | 60                                 |
| Épinard, jeunes pousses pour salades, cru                                                             | 60                                 |
| Œuf, au plat, frit, salé                                                                              | 58,4                               |
| Lait 1er âge, poudre soluble (préparation pour nourrissons)                                           | 57,2                               |
| Fromage blanc nature, gourmand, 8% MG environ                                                         | 56                                 |
| Selles-sur-Cher (fromage de chèvre)                                                                   | 56                                 |
| Anchois commun, cru                                                                                   | 55                                 |
| Œuf, au plat, sans matière grasse                                                                     | 54,5                               |
| Hareng, cru                                                                                           | 54,1                               |
| Fromage blanc ou spécialité laitière, aux fruits, sucré, gourmand, 7% MG environ                      | 54                                 |
| Fromage frais type petit suisse, nature, 0% MG                                                        | 54                                 |
| Viande des Grisons                                                                                    | 53,8                               |
| Œuf, brouillé, avec matière grasse                                                                    | 52                                 |
| Œuf, poché                                                                                            | 52                                 |
| Roquefort                                                                                             | 51,2                               |
| Œuf, à la coque                                                                                       | 50,4                               |
| Brie de Meaux                                                                                         | 50                                 |
| Charlotte aux fruits                                                                                  | 50                                 |
| Chocolat noir sans sucres ajoutés, avec édulcorants, en tablette                                      | 50                                 |
| Crumble aux pommes                                                                                    | 50                                 |
| Feuilleté au poisson et / ou fruits de mer                                                            | 50                                 |
| Lompe, crue                                                                                           | 50                                 |
| Saint-Félicien                                                                                        | 50                                 |
| Œuf, dur                                                                                              | 49,7                               |
| Julienne ou Lingue, cuite                                                                             | 49                                 |
| Poisson, croquette ou beignet ou nuggets, frit                                                        | 48,7                               |
| Fromage bleu de Bresse                                                                                | 48                                 |
| Hareng, grillé/poêlé                                                                                  | 47,7                               |
| Hareng mariné ou rollmops                                                                             | 47                                 |
| Maquereau, fumé                                                                                       | 46,5                               |
| Maquereau, rôti/cuit au four                                                                          | 45,8                               |
| Limande-sole, cuite à la vapeur                                                                       | 45,5                               |
| Sardine, sauce tomate, appertisée, égouttée                                                           | 45,1                               |

(Suite du tableau à consulter directement à la source)